# Emile Zuckerkandl
Emile Zuckerkandl (4. července 1922, Vídeň – 9. listopadu 2013, Palo Alto) byl americký evoluční biolog rakouského původu.
Je považován za jednoho ze zakladatelů oboru zabývajícího se molekulární evolucí. Postuloval například hypotézu molekulárních hodin (spolu s Paulingem v roce 1962).
V roce 1938 uprchl před nacismem do Paříže a Alžírska. V roce 1947 dokončil studia na univerzitě v Illinois, doktorát z biologie složil na pařížské Sorboně.